# Arroio de la Laguna del Negro
O Arroio de la Laguna del Negro é um curso de água uruguaio no departamento de Cerro Largo.
A sua nascente é a Coxilha Grande e sua foz é o Rio Tacuarí.